# قصة مونتانا (فلم 2022)
قصة مونتانا (بالإنجليزية: Montana Story) هو فيلم درامي أمريكي لعام 2021، من سيناريو وأخرج سكوت ماكجيهي وديفيد سيغل، ومن بطولة هيلي لو ريتشاردسون وأوين تيج، تم إصداره في الولايات المتحدة في 13 مايو 2022.

## ملخص
يعود شقيقان إلى مزرعة أسرتهما في مونتانا لرعاية والدهما المريض.

## طاقم التمثيل
- هالي لو ريتشاردسون بدور إيرين
- أوين تيج بدور كال
- كيمبرلي غيريرو بدور فالنتينا
- غيلبرت أوور بدور آيس
- أسيفاك كوستاشين بدور جوي
- يوجين بريف روك بدور موكي

## روابط خارجية
- مقالات تستعمل روابط فنية بلا صلة مع ويكي بيانات